# Gesnes-le-Gandelin
Gesnes-le-Gandelin est une commune française, située dans le département de la Sarthe en région Pays de la Loire, peuplée de 889 habitants.
La commune fait partie de la province historique du Maine.

## Géographie
Gesnes-le-Gandelin est située au nord du département de la Sarthe à 10 km au sud d'Alençon, 40 km au nord du Mans et 18 km du mont des Avaloirs. La commune s'étend sur 12,88 km2 et culmine à une altitude de 200 mètres.
| Moulins-le-Carbonnel | Héloup (Orne)      | Bérus            |
|                      | Gesnes-le-Gandelin | Oisseau-le-Petit |
| Assé-le-Boisne       | Saint-Victeur      | Fyé              |

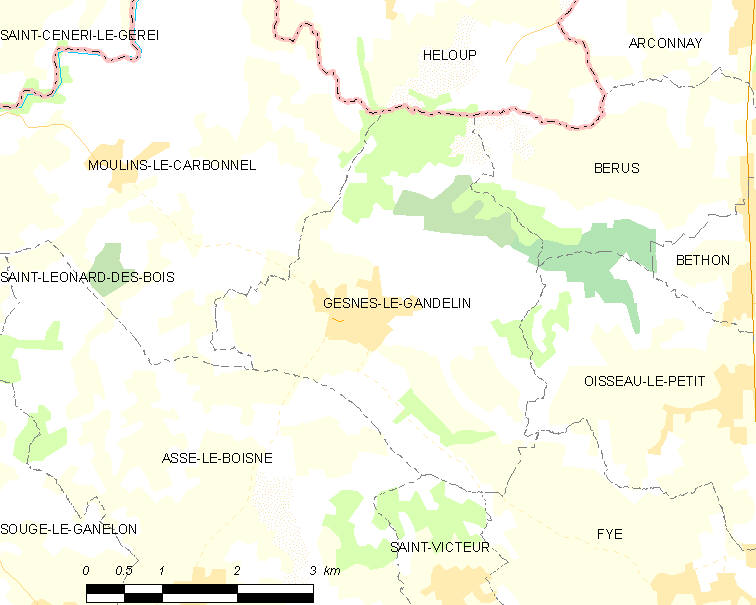
Carte de la commune.
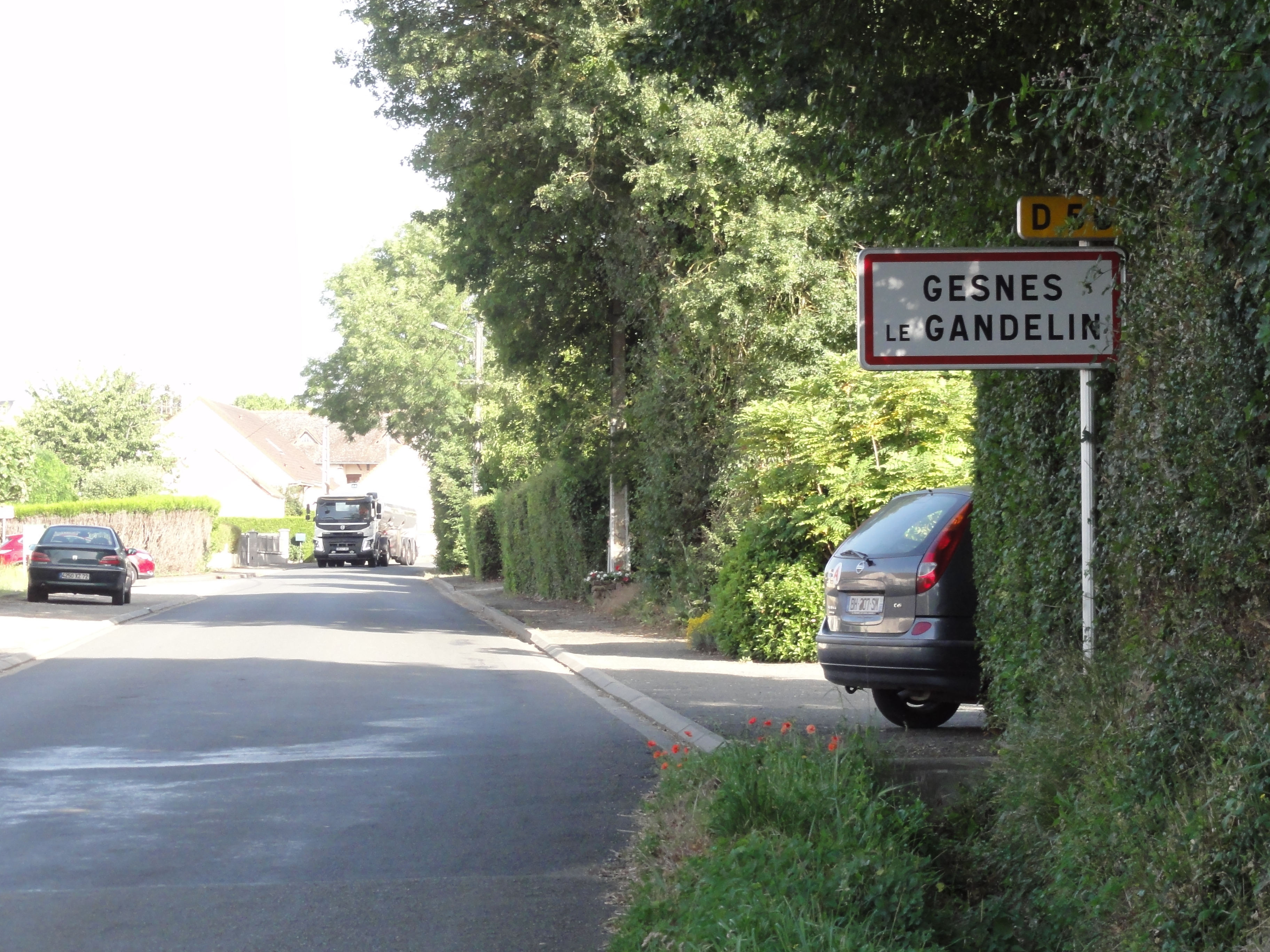
Entrée du village.

### Climat
Pour des articles plus généraux, voir Climat des Pays de la Loire et Climat du Val-d'Oise.
En 2010, le climat de la commune est de type climat océanique dégradé des plaines du Centre et du Nord, selon une étude du CNRS s'appuyant sur une série de données couvrant la période 1971-2000. En 2020, Météo-France publie une typologie des climats de la France métropolitaine dans laquelle la commune est dans une zone de transition entre le climat océanique et le climat océanique altéré et est dans la région climatique  Normandie (Cotentin, Orne), caractérisée par une pluviométrie relativement élevée (850 mm/a) et un été frais (15,5 °C) et venté. 
Pour la période 1971-2000, la température annuelle moyenne est de 10,7 °C, avec une amplitude thermique annuelle de 14 °C. Le cumul annuel moyen de précipitations est de 795 mm, avec 12,6 jours de précipitations en janvier et 7,2 jours en juillet. Pour la période 1991-2020, la température moyenne annuelle observée sur la station météorologique de Météo-France la plus proche, « Deauville », sur la commune de Deauville à 5 377 km à vol d'oiseau, est de 0,0 °C et le cumul annuel moyen de précipitations est de 0,0 mm,. Pour l'avenir, les paramètres climatiques de la commune estimés pour 2050 selon différents scénarios d'émission de gaz à effet de serre sont consultables sur un site dédié publié par Météo-France en novembre 2022.

## Urbanisme

### Typologie
Au 1er janvier 2024, Gesnes-le-Gandelin est catégorisée bourg rural, selon la nouvelle grille communale de densité à sept niveaux définie par l'Insee en 2022.
Elle est située hors unité urbaine. Par ailleurs la commune fait partie de l'aire d'attraction d'Alençon, dont elle est une commune de la couronne,. Cette aire, qui regroupe 89 communes, est catégorisée dans les aires de 50 000 à moins de 200 000 habitants,.

### Occupation des sols
L'occupation des sols de la commune, telle qu'elle ressort de la base de données européenne d’occupation biophysique des sols Corine Land Cover (CLC), est marquée par l'importance des territoires agricoles (73,5 % en 2018), une proportion sensiblement équivalente à celle de 1990 (73,8 %). La répartition détaillée en 2018 est la suivante : 
prairies (43,6 %), terres arables (28,3 %), forêts (20,6 %), zones urbanisées (6 %), zones agricoles hétérogènes (1,5 %). L'évolution de l’occupation des sols de la commune et de ses infrastructures peut être observée sur les différentes représentations cartographiques du territoire : la carte de Cassini (XVIIIe siècle), la carte d'état-major (1820-1866) et les cartes ou photos aériennes de l'IGN pour la période actuelle (1950 à aujourd'hui).

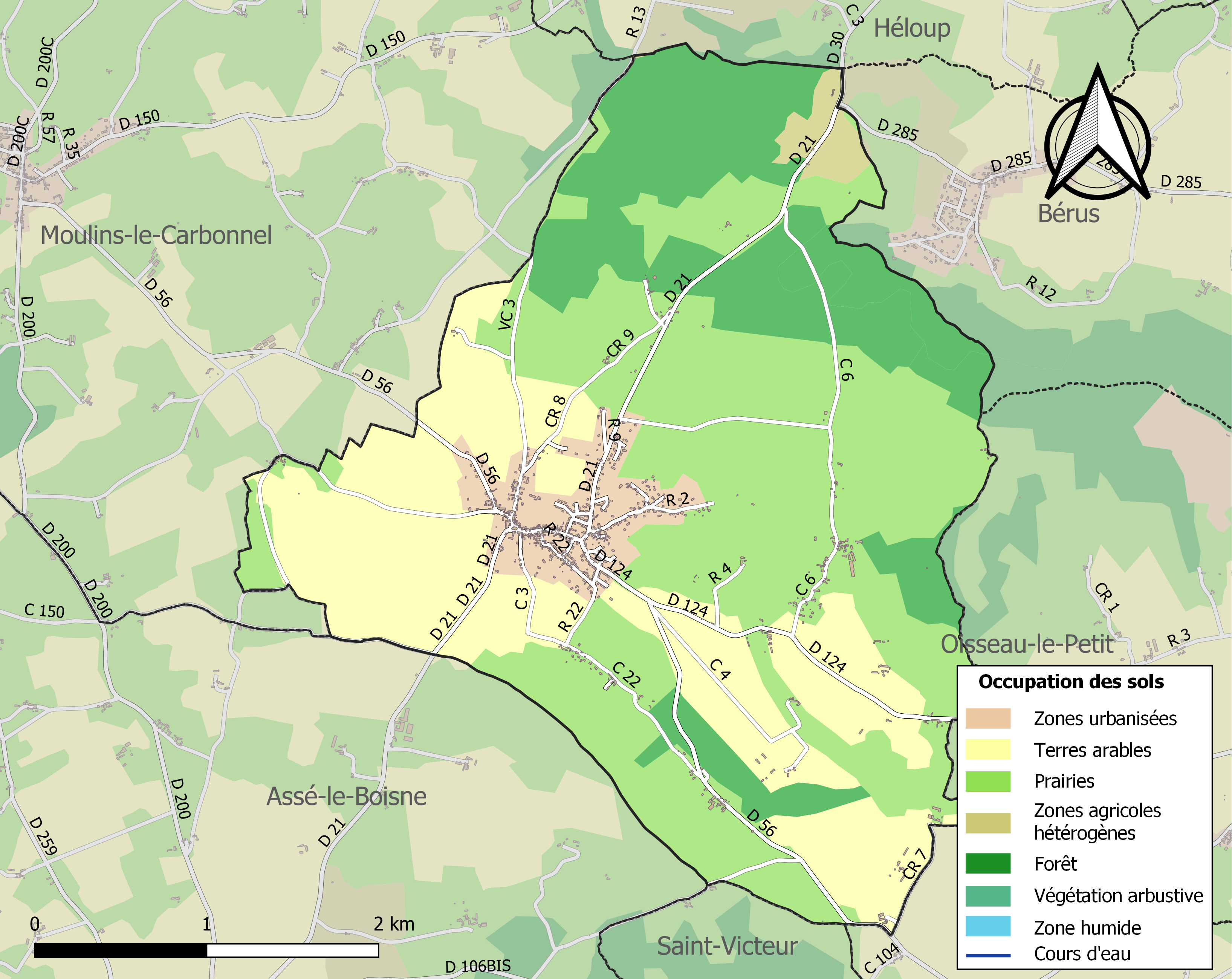
Carte des infrastructures et de l'occupation des sols de la commune en 2018 (CLC).

## Toponymie
Gesnes est mentionnée sous la forme latinisée Gisna en 900.
Elle appartient selon Albert Dauzat et Charles Rostaing à toute une série de toponymes bien représentée : Gesnes (Mayenne, Gisna 1125, de Gethnis XIIe siècle) ; Gesnes (Meuse, Jesnas Xe siècle) et peut-être Gennes (Doubs, Mayenne, Pas-de-Calais : Gepna, Gethnae, Genna.) ; etc. Ils sont apparemment basés sur un thème *ged- ou *ges- de sens obscur. Leur localisation uniquement au nord de la Loire incite à y voir un terme d'origine celtique ou germanique.
Une explication par le mot latin genuina n'est évidemment pas à retenir puisqu'il ne correspond en rien aux formes anciennes et son utilisation dans la toponymie française est douteuse voire improbable.
Le gentilé est Gesnois.

## Histoire
Les plus anciennes traces d'occupation remontent au Néolithique. Elles ont été retrouvées lors des fouilles réalisées en 1985 sur l'oppidum dit camp de Saint-Évroult.
Au Moyen Âge, la seigneurie de la paroisse est annexée au château de Vaux.
Son économie a longtemps été basée sur l'agriculture et le tissage, mais cette activité a totalement disparu au début du XXe siècle.

## Enseignement

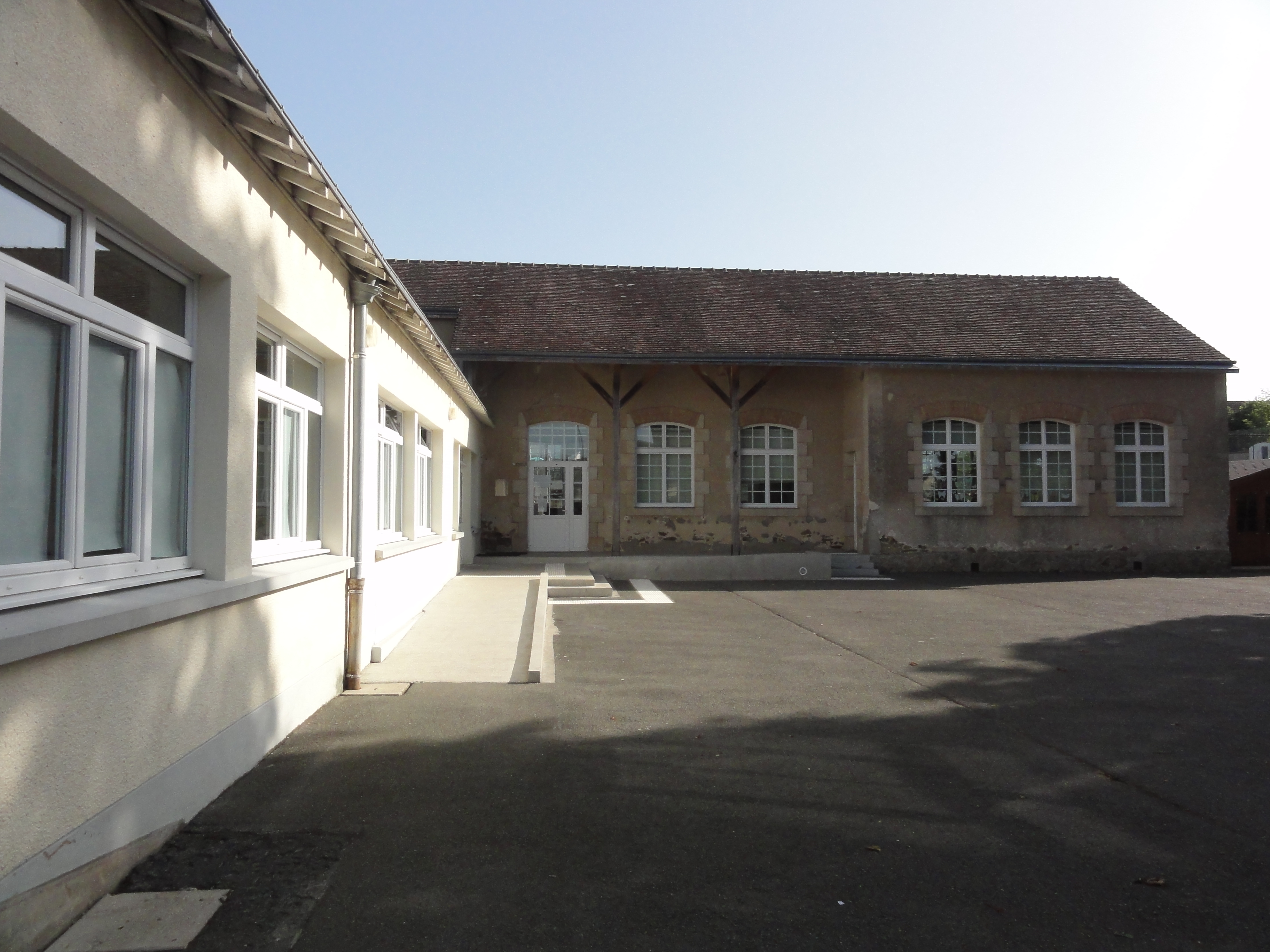
L'école

## Héraldique
| Blason de Gesnes-le-Gandelin | D'argent à la fasce vivrée de gueules accompagnée de treize mouchetures d'hermine de sable, quatre rangées en chef et neuf en pointe, ordonnées 5 et 4. |

## Politique et administration
| Période                                  | Période      | Identité        | Étiquette | Qualité                     |
| ---------------------------------------- | ------------ | --------------- | --------- | --------------------------- |
|                                          |              | Albert Corbin   |           |                             |
| 1977                                     | 1983         | Jules Laforge   |           | -                           |
| 1983                                     | 1989         | Paul Galpin     |           |                             |
| 1989                                     | avril 2005   | Marcel Beslin   |           |                             |
| avril 2005                               | mars 2008    | Alain Lehugeur  | SE        | Préretraité de Moulinex     |
| mars 2008                                | juillet 2020 | Michel Lajoinie |           | Ancien principal de collège |
| juillet 2020                             | En cours     | Georges Pavard  | SE        | Loueur de meublé            |
| Les données manquantes sont à compléter. |              |                 |           |                             |

## Démographie
L'évolution du nombre d'habitants est connue à travers les recensements de la population effectués dans la commune depuis 1793. Pour les communes de moins de 10 000 habitants, une enquête de recensement portant sur toute la population est réalisée tous les cinq ans, les populations de référence des années intermédiaires étant quant à elles estimées par interpolation ou extrapolation. Pour la commune, le premier recensement exhaustif entrant dans le cadre du nouveau dispositif a été réalisé en 2005.
En 2022, la commune comptait 889 habitants, en évolution de −8,07 % par rapport à 2016 (Sarthe : −0,25 %, France hors Mayotte : +2,11 %).
| 1793 | 1800 | 1806 | 1821  | 1831  | 1836  | 1841  | 1846  | 1851  |
| ---- | ---- | ---- | ----- | ----- | ----- | ----- | ----- | ----- |
| 797  | 900  | 995  | 1 149 | 1 279 | 1 370 | 1 345 | 1 408 | 1 390 |

| 1856  | 1861  | 1866  | 1872  | 1876  | 1881  | 1886  | 1891  | 1896 |
| ----- | ----- | ----- | ----- | ----- | ----- | ----- | ----- | ---- |
| 1 357 | 1 292 | 1 433 | 1 357 | 1 298 | 1 204 | 1 118 | 1 077 | 920  |

| 1901 | 1906 | 1911 | 1921 | 1926 | 1931 | 1936 | 1946 | 1954 |
| ---- | ---- | ---- | ---- | ---- | ---- | ---- | ---- | ---- |
| 838  | 759  | 729  | 553  | 593  | 613  | 581  | 612  | 670  |

| 1962 | 1968 | 1975 | 1982 | 1990 | 1999 | 2005 | 2006 | 2010 |
| ---- | ---- | ---- | ---- | ---- | ---- | ---- | ---- | ---- |
| 635  | 582  | 604  | 652  | 633  | 742  | 936  | 957  | 968  |

| 2015 | 2020 | 2022 | - | - | - | - | - | - |
| ---- | ---- | ---- | - | - | - | - | - | - |
| 963  | 903  | 889  | - | - | - | - | - | - |

## Lieux et monuments
- Église Saint-Pierre, des XIIIe et XVIe siècles. Le clocher en bâtière (1545), le porche, le transept et le chœur sont inscrits au titre des Monuments historiques depuis le 22 décembre 1927[22].
- Oppidum dit « camp de Saint-Évroult ». Certaines portions de l'oppidum sont classées Monuments historiques depuis le 21 juin 1982. Une portion est inscrite depuis le 28 septembre 1982[23].
- Monument aux morts.
- Chapelle de Saint-Évroult, du XIe siècle.
- Place de la Maréchalerie.
- Lavoirs municipaux.
- Carrefour des Trois Tilleuls.
- Place de l'Érable.
- Dix croix sont recensées sur le territoire de la commune. Elles sont pour la plupart réalisées en granit de Condé-sur-Sarthe, de formes simples et non archaïques. La plus ancienne daterait du XIVe siècle, située dans l'ancien cimetière attenant au chevet de l'église Saint-Pierre, elle est en granit monolithe, de forme latine. La croix dite « de Biaurue », située route de La Huttière, au carrefour du Puits Marie sur le chemin du Rocher glaçant, était un jalon pour les pèlerins du Mans au Mont-Saint-Michel. Datée du XVIIIe siècle, elle est en granit monolithe, de forme régulière. Sa hauteur est de 80 centimètres. L'une des plus récentes est la croix du calvaire des « Trois Tilleuls », érigée à l'occasion de la Mission de 1890. Elle mesure plus de cinq mètres.

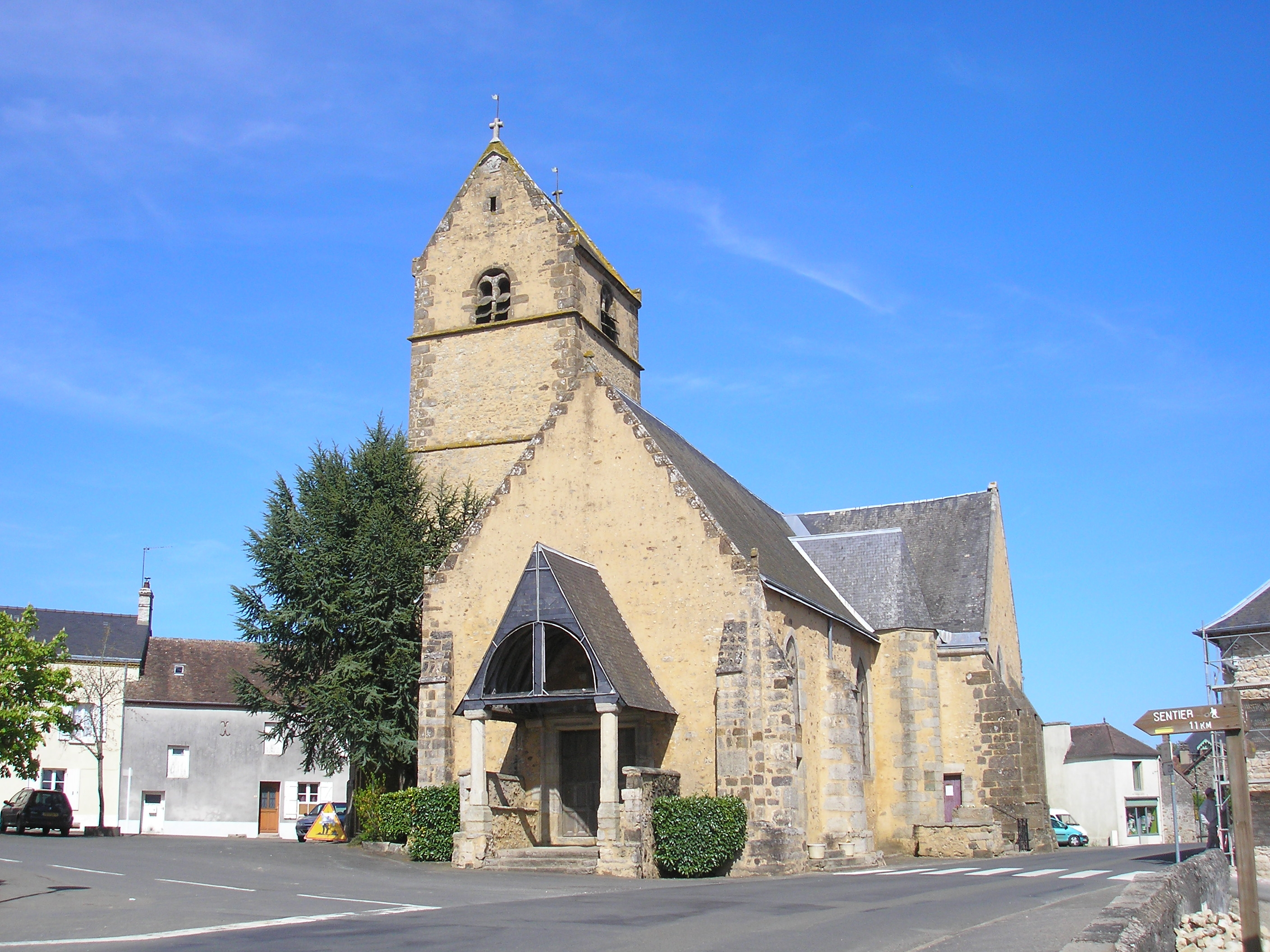
L'église Saint-Pierre.
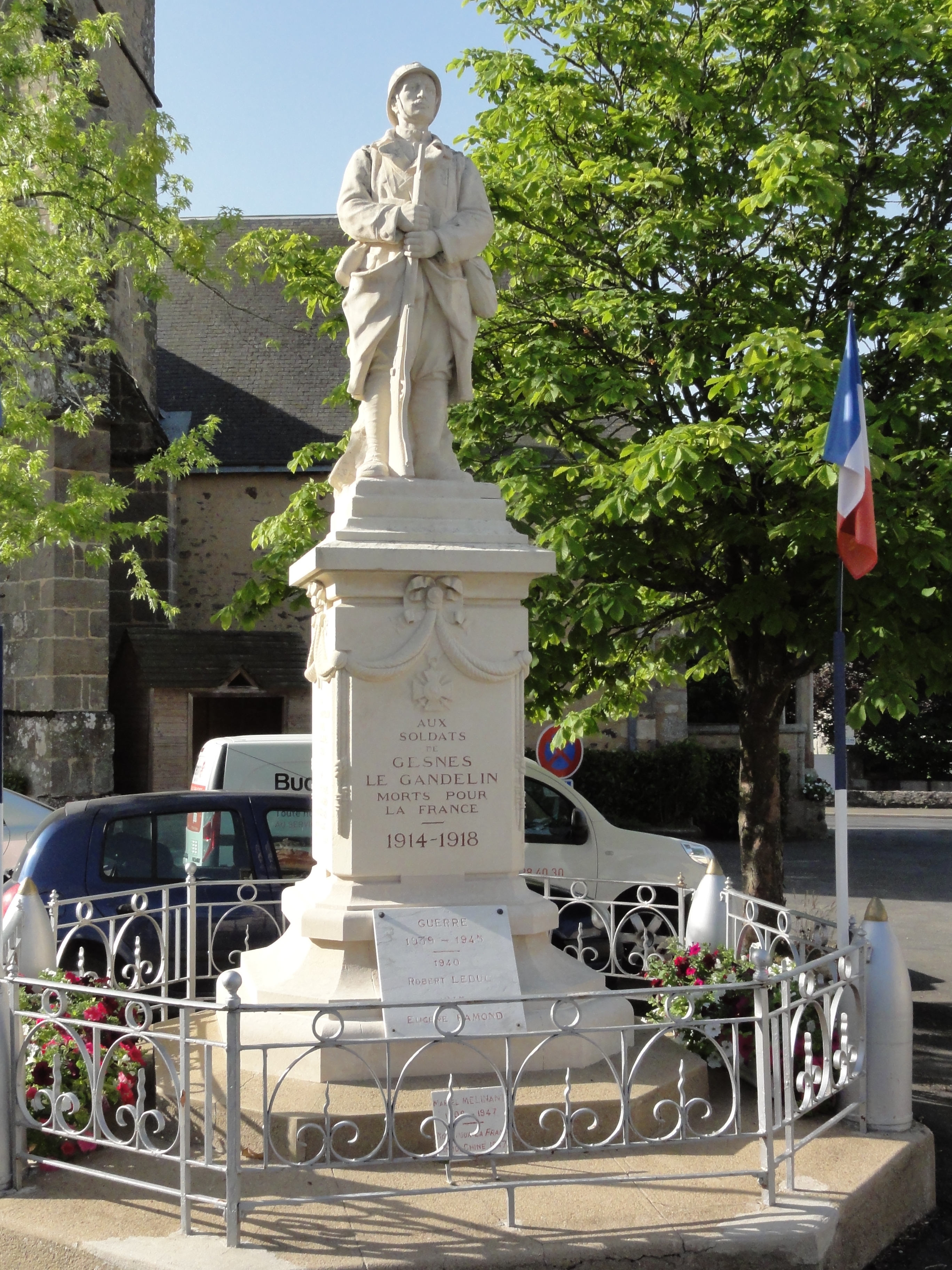
Le monument aux morts.
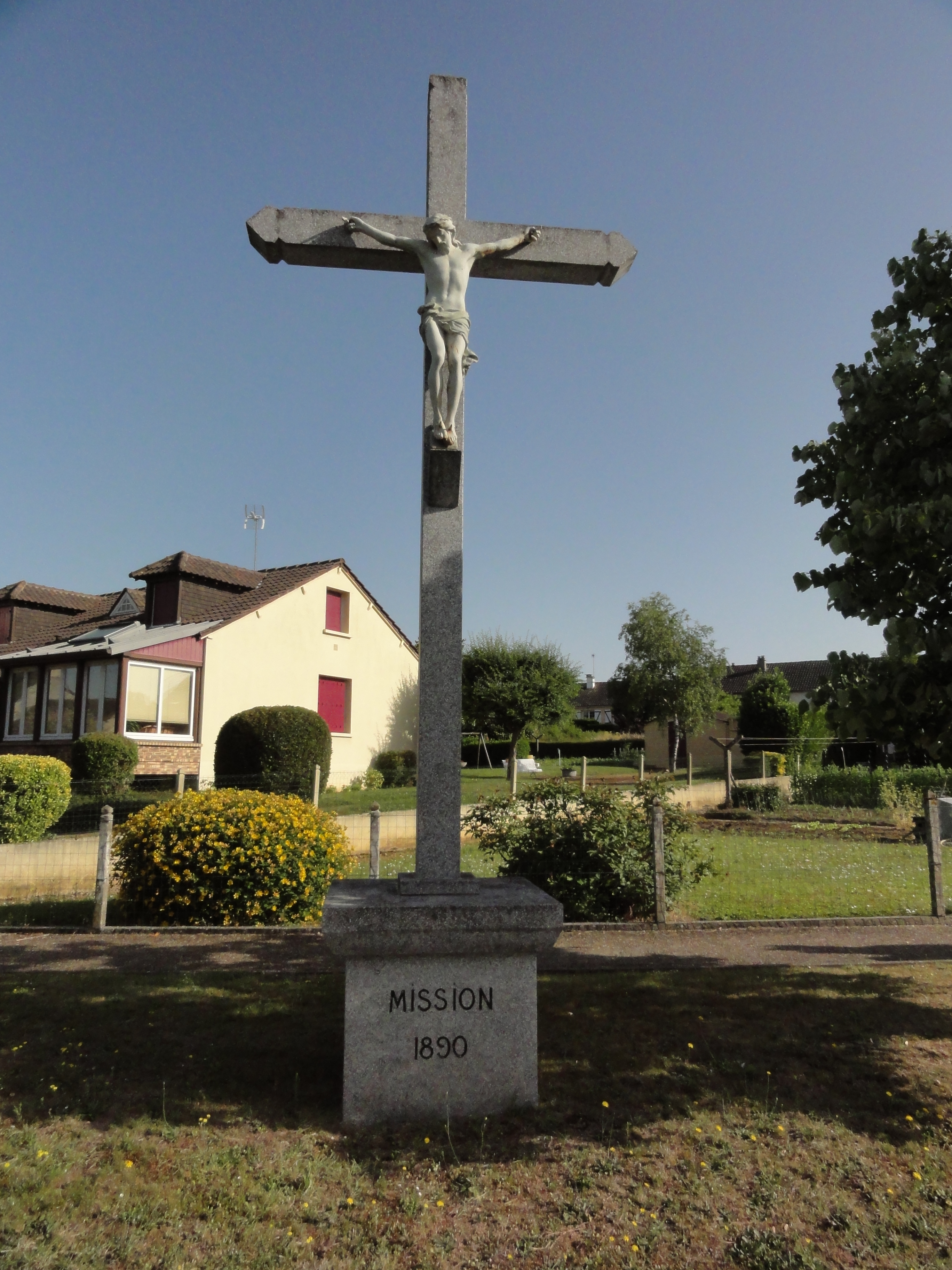
La croix de mission.

## Activité et manifestations
Fête populaire et champêtre de la Saint-Évroult, chaque premier dimanche de mai.